# Nkwerre
Nkwerre è una città della Repubblica Federale della Nigeria appartenente allo Stato di Imo. 
È il capoluogo dell'omonima area a governo locale (local government area) che si estende su una superficie di 38 km² e conta una popolazione di 80.152 abitanti.